# Sharon (hrabstwo Portage)
Sharon – miasto w Stanach Zjednoczonych, w stanie Wisconsin, w hrabstwie Portage.